# ドゥッセ＝アリニ山脈

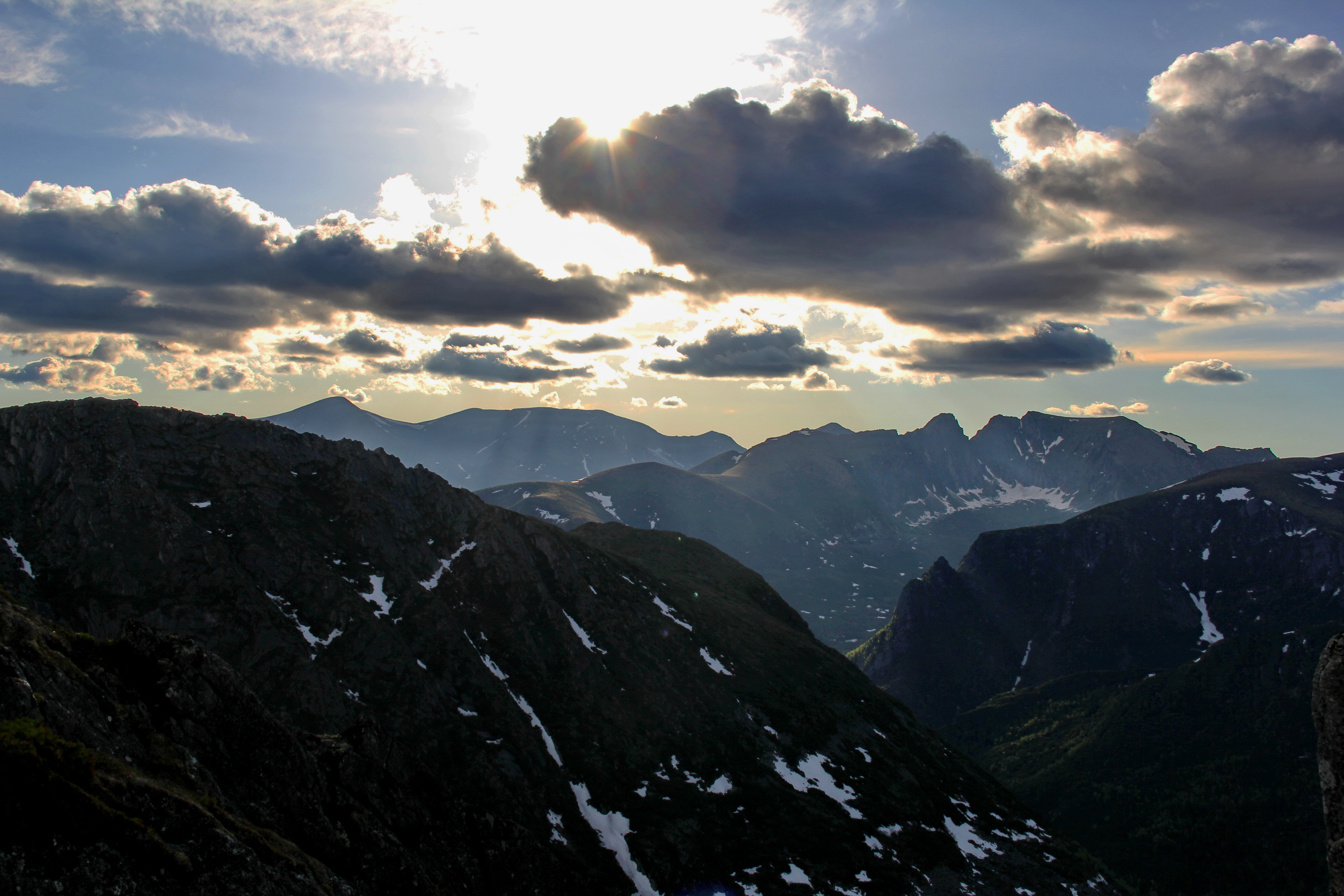
ドゥッセ＝アリニ山脈の山々

ドゥッセ＝アリニ山脈（ドゥッセ＝アリニさんみゃく、Дуссе́-Али́нь）はロシア極東の山脈で、ハバロフスク地方内に位置する。ブレヤ山脈の続きとされる。清朝時代は斗色山脈（満洲語: ᡩᡝᠣᠰᡝ
ᠠᠯᡳᠨ、転写: deose alin）と呼ばれた。
全長150km、最大標高2175m。
ブレヤ川、セレムジャ川、アムグン川の流域に含まれる。